# جانبوت سميث
جانبوت سميث (بالإنجليزية: Gunboat Smith)‏ مواليد 17 فبراير 1887 في فيلادلفيا - الوفاة 06 أغسطس 1974 في ليسبرغ، كان ملاكم أمريكي سابق صنّف ضمن فئة الوزن الثقيل.

## إحصائيات
خاض خلال مسيرته 140 نزالا، فاز في 81 وتعادل في 13 وخسر في 46. فاز بالضربة القاضية في 38 نزالا.

## روابط خارجية
- جانبوت سميث على موقع IMDb (الإنجليزية)
- جانبوت سميث على موقع بوكس ريك (الإنجليزية) (registration required)